# خیارهای دریایی ماسه‌نشین
خیارهای دریایی ماسه‌نشین (نام علمی: Stichopodidae) نام یک تیره از راسته خیارهای دریایی شاخک‌سپری است.

## نگارخانه

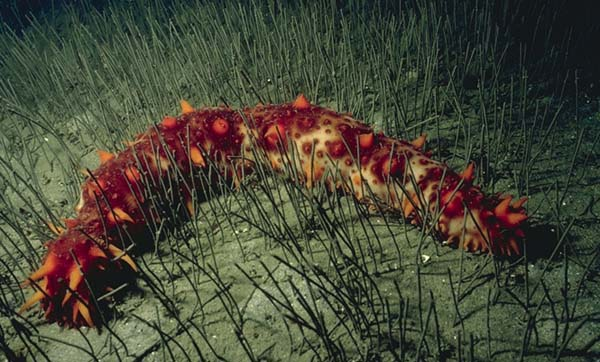
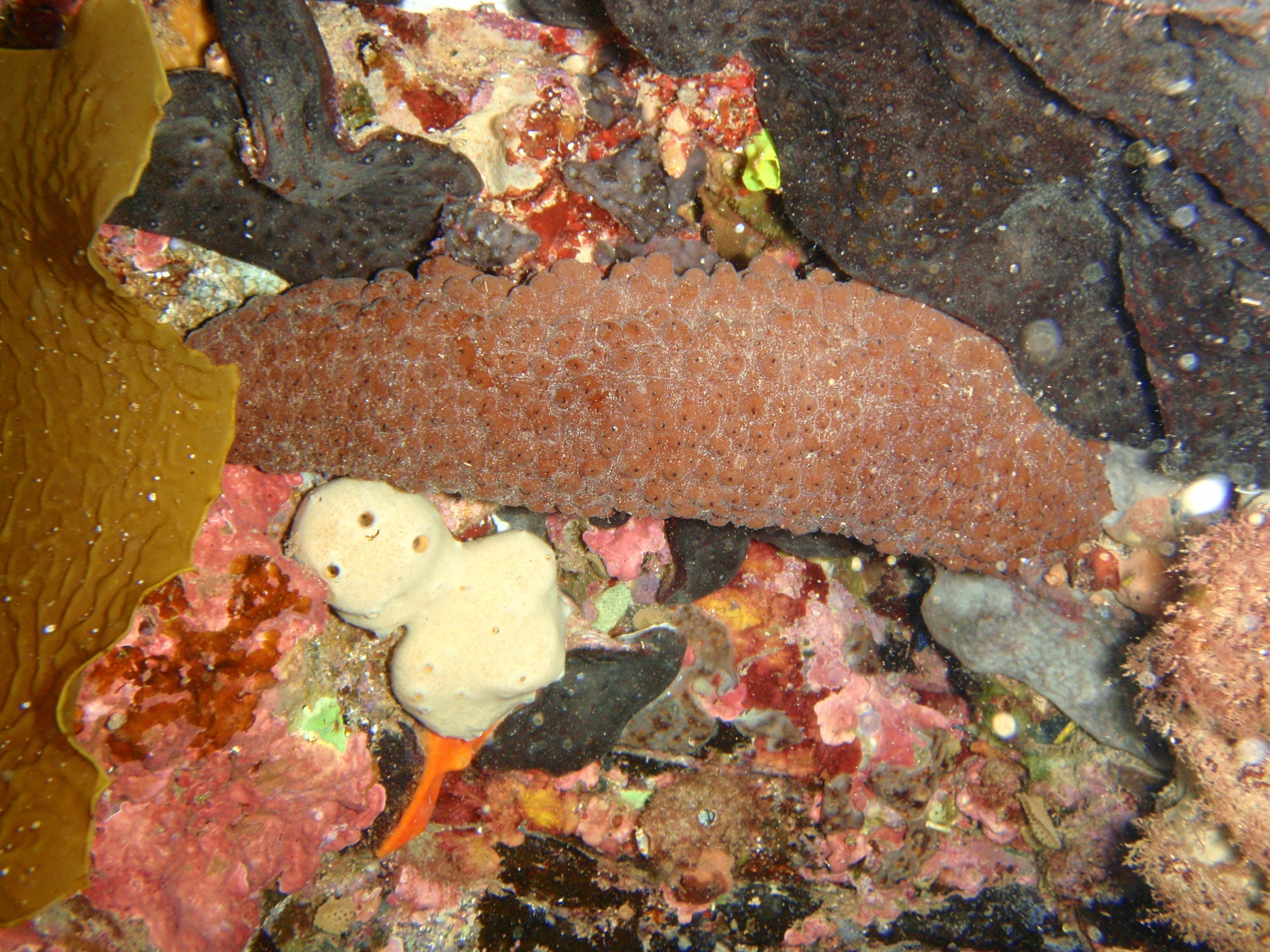
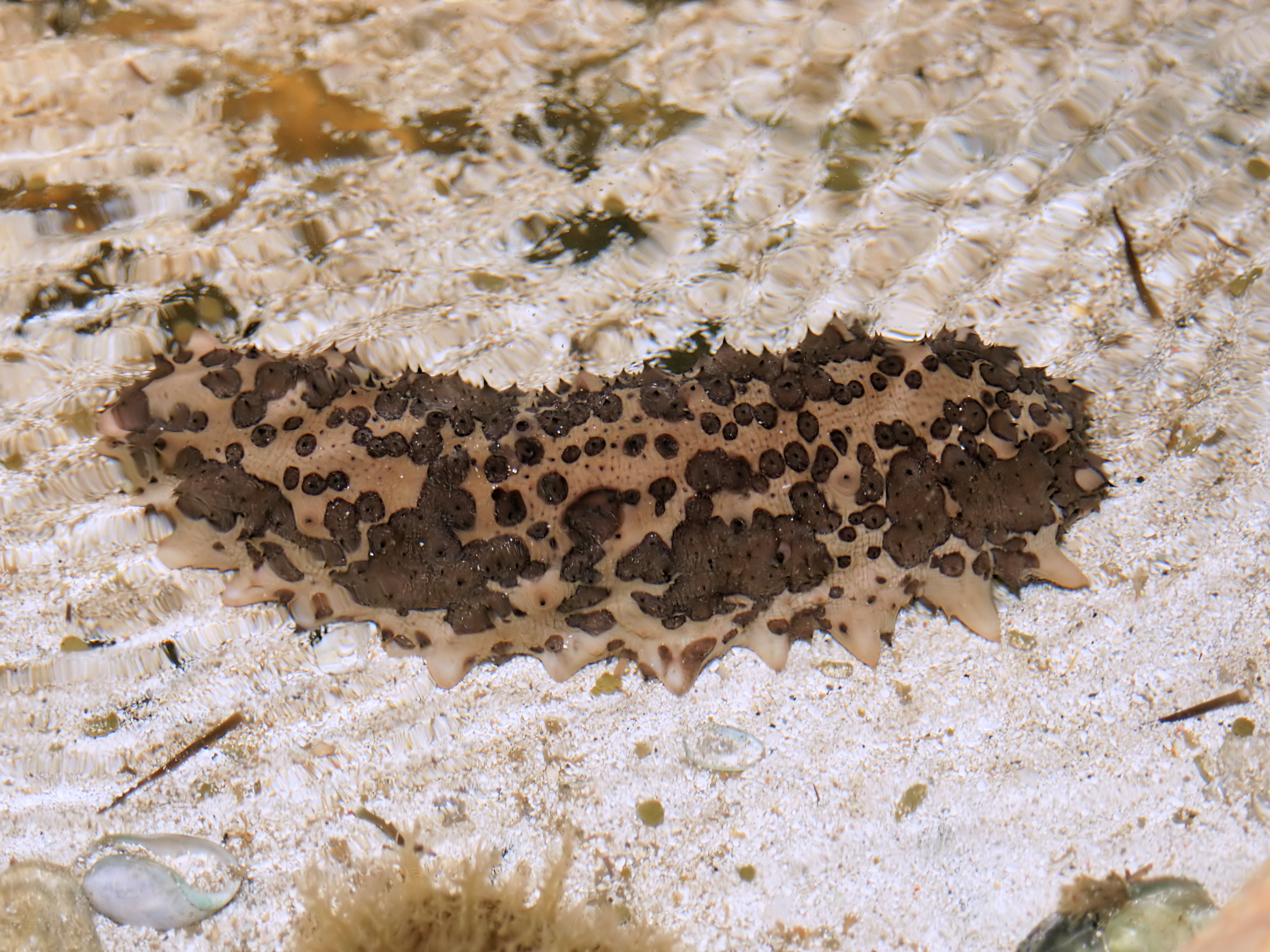
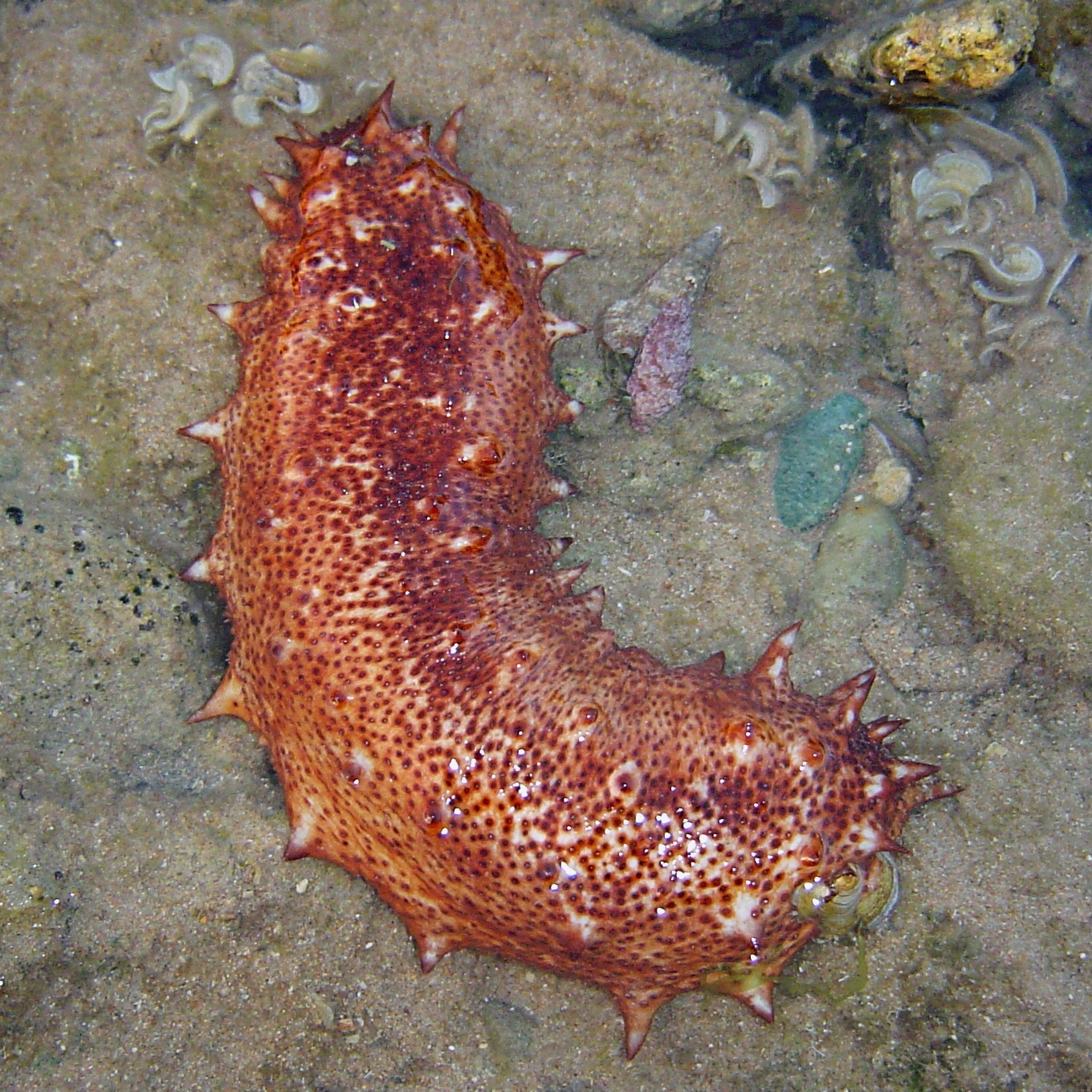
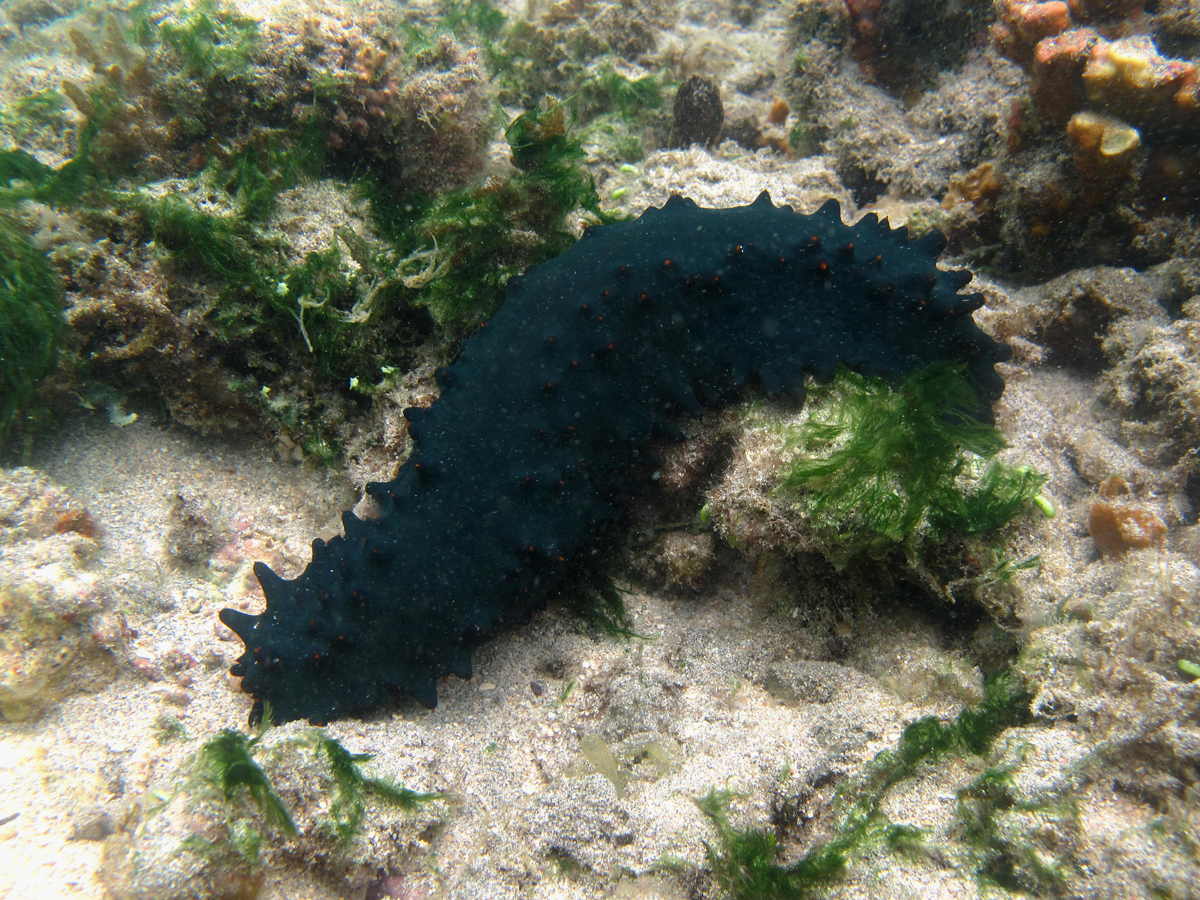
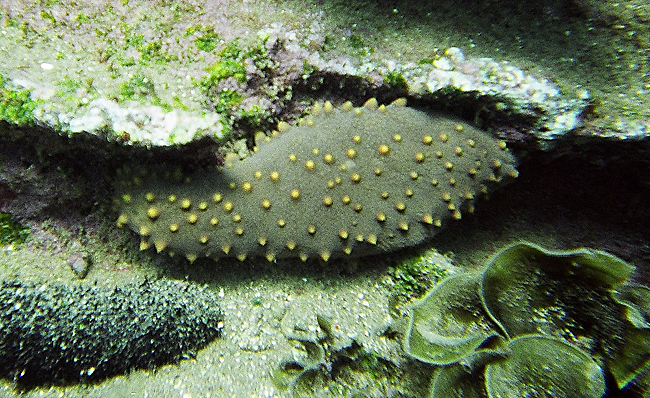
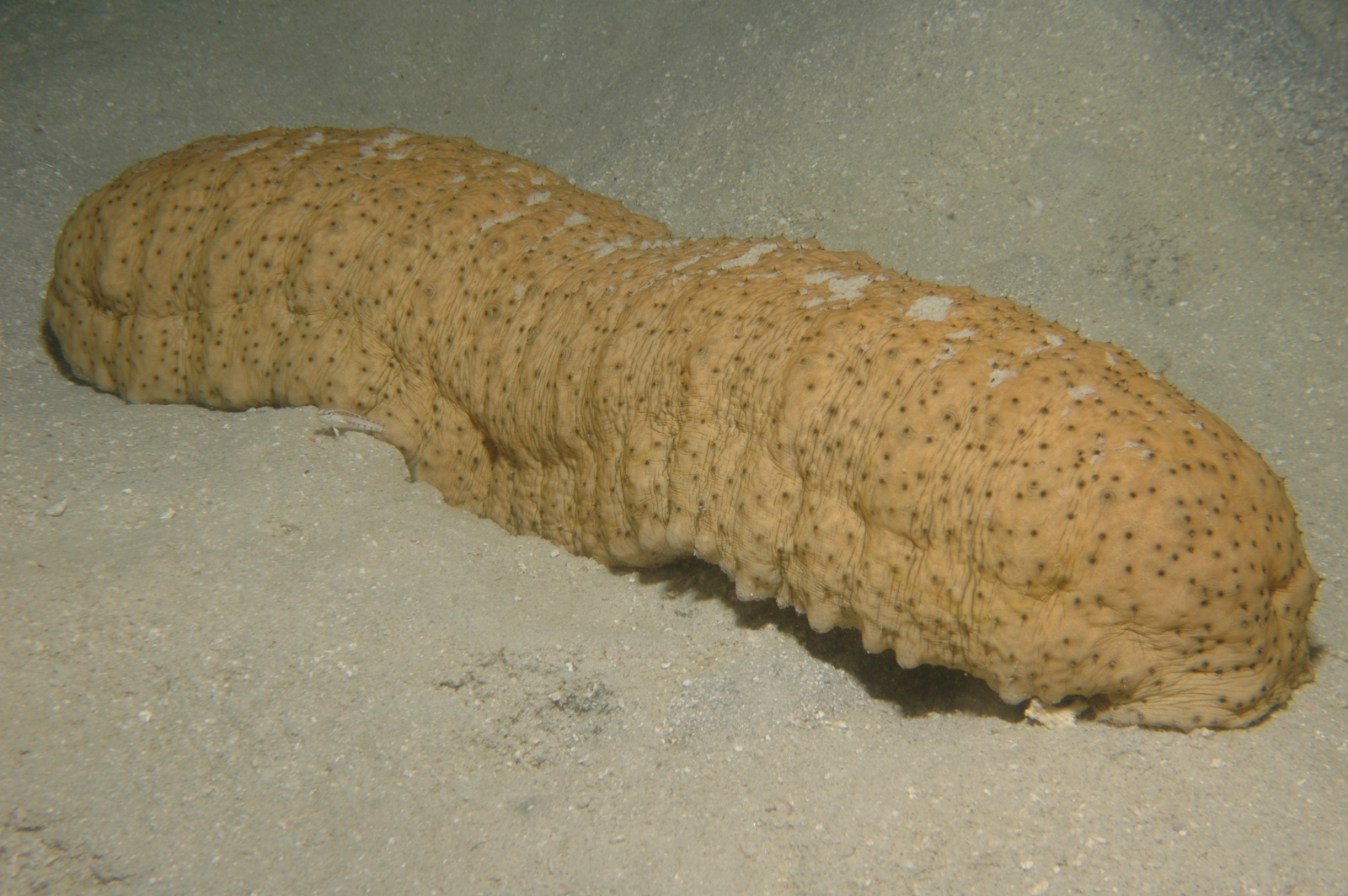
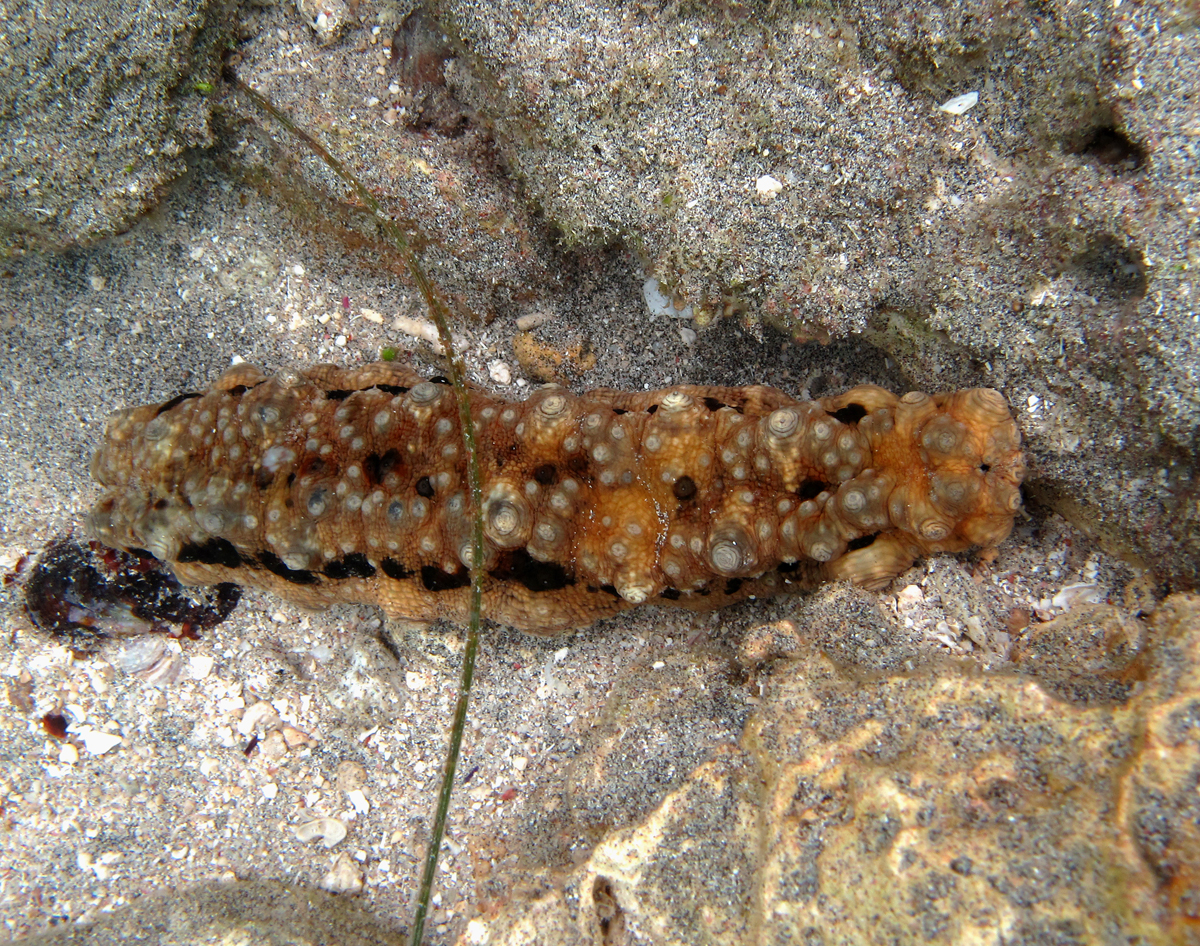
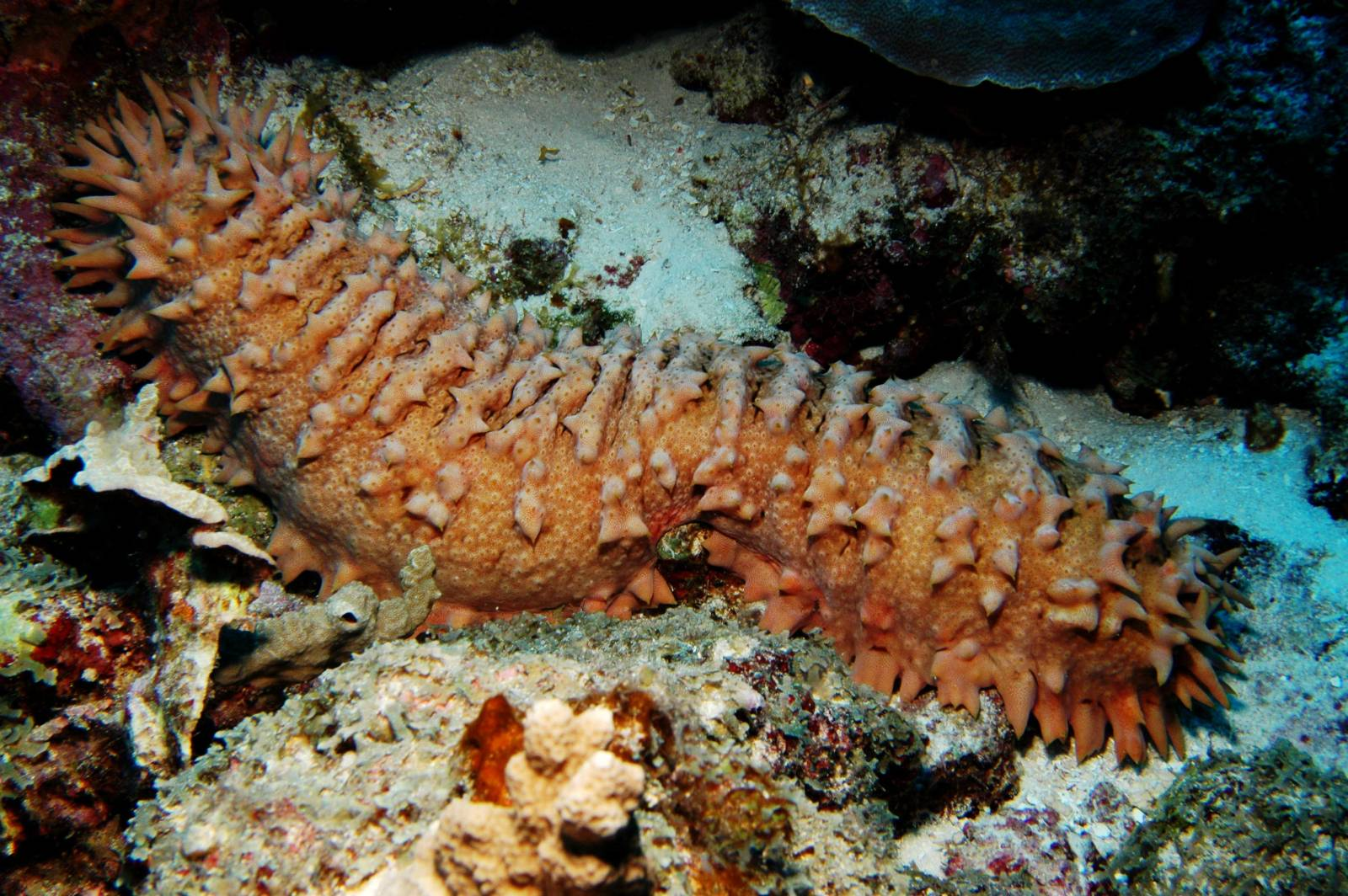
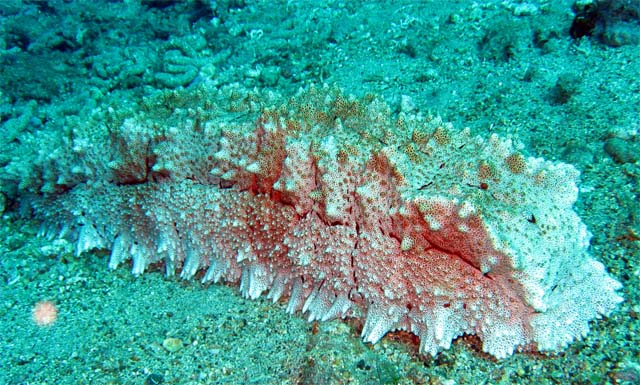